# Melipotis bivittata
Melipotis bivittata là một loài bướm đêm trong họ Erebidae.